# Bleury
Bleury var en kommun i departementet Eure-et-Loir i regionen Centre-Val de Loire strax norr om centrala Frankrike. Kommunen låg i kantonen Maintenon som tillhör arrondissementet Chartres. År 2009 hade Bleury 830 invånare.
Kommunen upphörde den 1 januari 2012, då den slogs samman med kommunen Saint-Symphorien-le-Château till den nya kommunen Bleury-Saint-Symphorien.

## Befolkningsutveckling
Antalet invånare i kommunen Bleury
| Referens: INSEE |